# Kirche Johannes der Täufer (Halle)

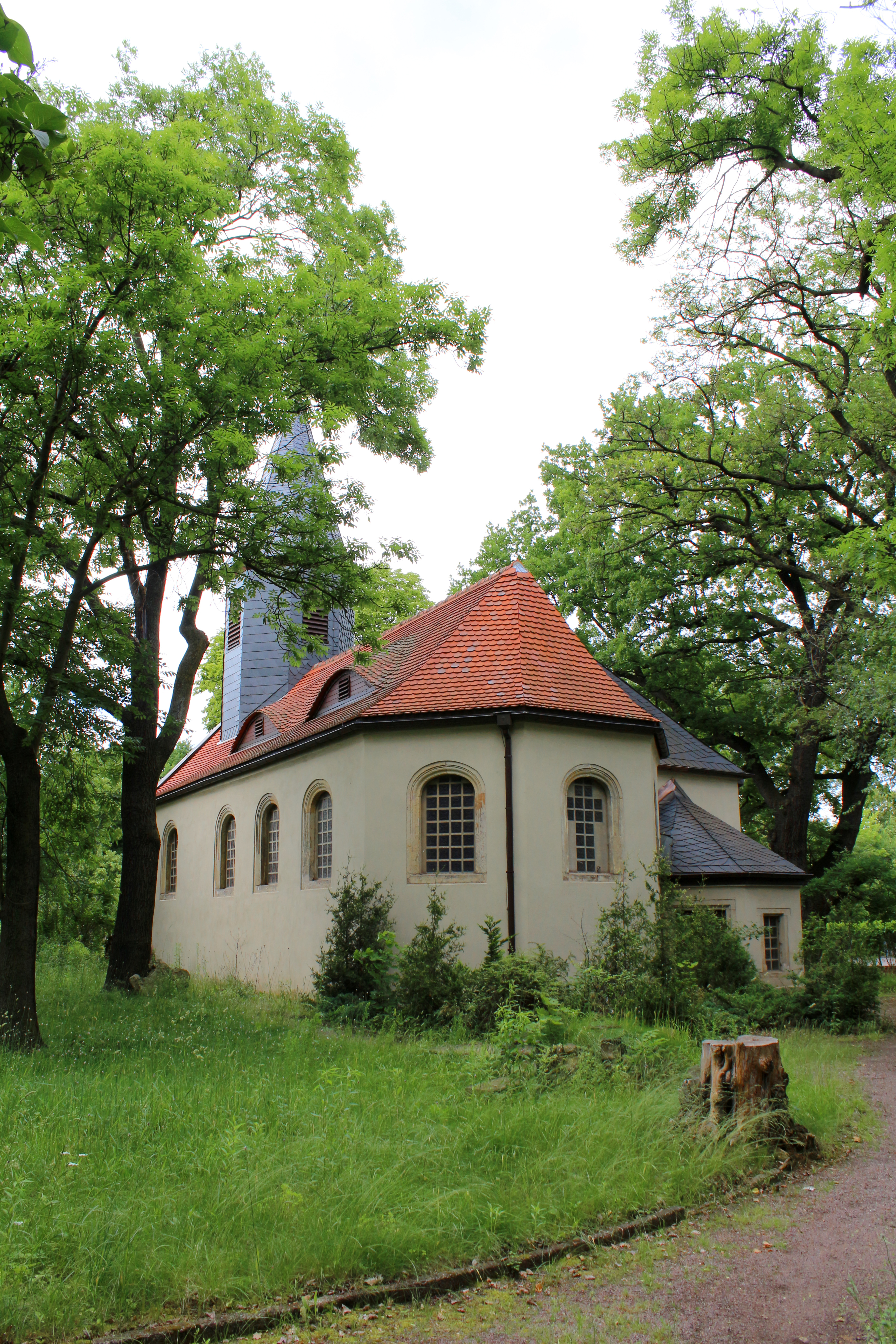
Kirche Johannes der Täufer von Südost

Die evangelische Kirche Johannes der Täufer befindet sich im Stadtteil Diemitz des Stadtbezirks Ost von Halle (Saale). Sie gehört zur Johannesgemeinde Halle im Kirchenkreis Halle-Saalkreis der Evangelischen Kirche in Mitteldeutschland. Unter der Erfassungsnummer 094 12034 ist sie in die Liste der Kulturdenkmale in Halle (Saale) eingetragen.

## Geschichte
Die erste urkundliche Erwähnung Diemitz‘ ist für 1370 nachweisbar, als Dorf und Gut in das Eigentum von Henricus und Bertram Peisker aus Halle übergehen. Zum Dorf gehörte damals auch ein Klosterhof mit Kirche. Mit der Reformation wurde die Kirche eine Filiale der St. Ulrichkirche in Halle. Das im Dreißigjährigen Krieg zerstörte Dorf blieb bis zu dessen Ende unbewohnt. Nach Rückkehr der Gemeinde baute man die Kirche im Jahre 1647 wieder auf. 
Durch die aufkommende Industrialisierung im 19. Jahrhundert erhöhte sich die Einwohnerzahl und damit auch die Anzahl der Gemeindemitglieder, so dass im Jahre 1881 eine eigene Pfarrgemeinde gegründet werden konnte.
Von 1886 bis 1888 wurde die Kirche durch das Architekturbüro  Giese saniert und umgebaut. Die Nordwand der Kirche und die alte Sakristei wurden abgebrochen; der westliche Eingang geschlossen. An der Nordseite wurde ein Erweiterungsbau errichtet, der mehr Raum für die Gemeinde und die Kirche schaffen sollte. 
Eine umfassende Restaurierung erfolgte in den Jahren 1997 bis 2000.

## Architektur und Ausstattung
Die im Barockstil erbaute Kirche weist einen verputzten rechteckigen Kirchensaal mit einem dreiseitigen Chorschluss sowie Rundbogenfenster mit einer profilierten Sandsteinrahmung auf. Auf der westlichen Seite setzte man einen achteckigen schiefergedeckten Dachreiter auf. Der Erweiterungsbau an der Nordseite nimmt die Sakristei und den Wendelstein für die obere Empore auf, wie auch den neuen Kircheneingang.
Die Kirche verfügt seit der Sanierung im 19. Jahrhundert über eine dunkle Kassettendecke im dunklen Holzton und über eine West- und Nordempore. Die polygonale hölzerne Kanzel, die auf einem achteckigen Kanzelträger ruht, wurde bei der Sanierung überarbeitet. Der aus Holz gefertigte Taufstein ist ebenfalls achteckig und sparsam verziert. 
Die 1934 eingebaute Orgel (16 Register, zwei Manuale und Pedal) stammt aus der Zörbiger Werkstatt Wilhelm Rühlmanns jun. (1882–1964). 
Bei der Sanierung in den 90er Jahren des 20. Jahrhunderts  erhielt die Kirche 1998 einen neuen Altar vom halleschen Maler Bernd Baumgart. Das Altargemälde aus den 30er Jahren des 19. Jahrhunderts befindet sich auf der Nordempore.

## Glocken
Drei Glocken der Diemitzer Kirche mussten 1917 zu Rüstungszwecken abgegeben werden. 1928 wurden drei neue Eisenglocken von Schilling&Lattermann gegossen, die in einem A-Dur-Dreiklang erklingen. Sie sind ausschließlich von Hand zu läuten und hängen an gekröpften Stahljochen. 2011 erhielten die Klöppel neue Bronzepuffer. 

## Friedhof

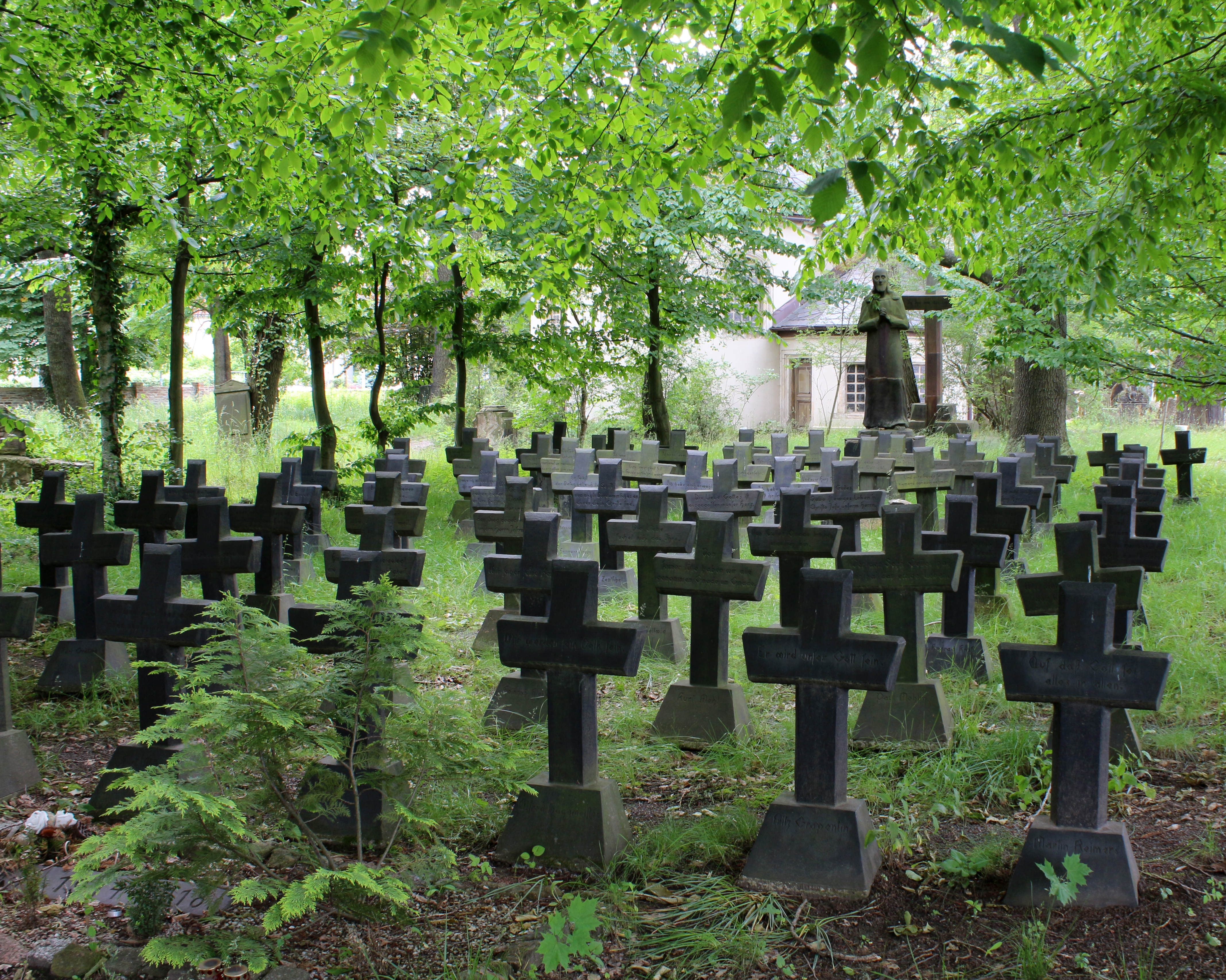
Soldatenfriedhof

Auf dem die Kirche umgebenden Friedhof Diemitz, wo auch barocke Grabmäler erhalten sind, wurde 1931 bis 1935 eine Soldatengedenkstätte für die Gefallenen des Ersten Weltkrieges mit einem Gedenkstein für die Gefallenen des Deutsch-Französischen Krieges 1870/71 nach dem Entwurf von Hildegard Theeßen errichtet. Vor den in kurzen Abständen aufgereihten Kreuzen, die an 82 Gefallene und Vermisste des Ersten Weltkrieges erinnern,  steht eine übergroße Jesus-Plastik (von 1934), die für die Toten betet.